# Водовозова, Елизавета Николаевна
Елизаве́та Никола́евна Водово́зова (урождённая Цевловская, по второму мужу Семевская; (5 (17) августа 1844, Поречье, Смоленская губерния — 23 марта 1923, Петроград) — русская детская писательница, педагог, мемуаристка; в первом браке жена педагога В. И. Водовозова.

## Биография
Родилась в уездном городке Поречье Смоленской губернии, в родовитой, но небогатой дворянской семье.
Мать Александра Степановна Гонецкая. Отец Николай Григорьевич Цевловский (помещик).
За 20 лет совместной жизни мать рожала от отца 19 раз, из них выжили 16 детей, но к 1848 году остались в живых только 12.
В 1848 году пандемия холеры унесла жизни её отца и семерых братьев и сестёр; мать, не имея средств для жизни в городе, продала дом и переехала в деревню с оставшимися пятью детьми, где вся погрузилась в хозяйство.
Окончила Смольный институт (1862), где с 1859 года занималась у К. Д. Ушинского и В. И. Водовозова.
В том же 1862 году вышла замуж за Водовозова.
С 1863 выступала в печати, участвовала в кружках демократической молодёжи — «людей шестидесятых годов» — и сама с мужем устраивала еженедельные журфиксы.
В их доме на «вторниках» бывали В. А. Слепцов, П. И. Якушкин, В. С. Курочкин и Н. С. Курочкин, П. А. Гайдебуров.
В конце 1860-х изучала в Германии и Швейцарии детские сады, работавшие по системе Ф. Фрёбеля.
Овдовев в 1886 году, вышла замуж за ученика и друга первого мужа В. И. Семевского (ум. 1916).
Последние годы жизни провела в крайней нужде, одиночестве, болезнях, доводивших до отчаяния и мыслей о самоубийстве.
Похоронена на Смоленском кладбище.
Племянница по матери Николая Степановича и Ивана Степановича Ганецких.
В доме дяди Ивана Степановича жила первое время после окончания Смольного института.
Её сыновья Василий (1864—1933) и Николай (1870—1896) были оппозиционными публицистами, близкими к революционному движению.

## Литературная деятельность

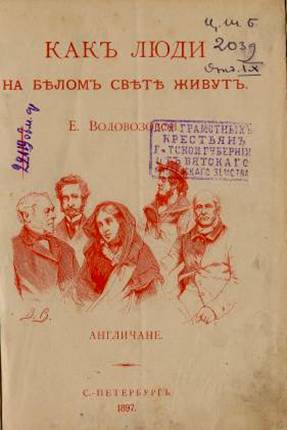
Обложка книги Е. Н. Водовозовой «Как люди на белом свете живут. Англичане». Иллюстрации В. М. Васнецова. 1897

Дебютировала в печати статьёй «Что мешает женщине быть самостоятельной?», написанной по поводу романа Н. Г. Чернышевского «Что делать?», в журнале «Библиотека для чтения» (1863; подпись Е. Ц-ская). В книге «Умственное развитие детей от первого появления сознания до восьмилетнего возраста» (Санкт-Петербург, 1871; 7-е издание 1913) основой дошкольного воспитания предлагала сделать народные песни, игры, сказки. В качестве пособия для воспитания по такой программе издала книгу «Одноголосые детские песни и подвижные игры с русскими народными мелодиями» (Санкт-Петербург, 1876).
В 1870-е годы сотрудничала в педагогических изданиях «Детское чтение», «Народная школа», «Голос учителя».
Издала книгу рассказов для детей «Из русской жизни и природы» (ч. 1—2, Санкт-Петербург, 1871—1872; несколько раз переиздавалась), выпустила книгу «Батрачка. Рассказ из народного быта» (Санкт-Петербург, 1871; под псевдонимом И. Бельский) и беллетристический сборник для детского чтения «На отдых» (Санкт-Петербург, 1880). Главной работой Водовозовой считается книга «Жизнь европейских народов. Географические рассказы» (т. 1—3, Санкт-Петербург, 1875—1883), в которой рассказывается о народах различных стран, их обычаях, народных увеселениях, занятиях, характере политической жизни. Переработанный и сокращённый вариант книги вышел под названием «Как люди на белом свете живут» (т. 1—10, Санкт-Петербург, 1894—1901).
Опубликовала множество произведений мемуарного характера: «К. Д. Ушинский и В. И. Водовозов. Из воспоминаний институтки» («Русское слово», 1887; подпись Н. Титова), «Дореформенный институт и преобразования К. Д. Ушинского» (Русское богатство, 1908), «Среди петербургской молодёжи шестидесятых годов» («Современник», 1911), «Из давнопрошедшего» («Голос минувшего», 1915), очерк «В. А. Слепцов» («Голос минувшего», 1915), «В. И. Семевский» («Голос минувшего», 1917); эти и другие мемуарные очерки и воспоминания составили книги «На заре жизни» (Санкт-Петербург, 1911, перераб. «История одного детства»), «Грёзы и действительность» (Москва, 1918).

## Издания
- Жизнь европейских народов. Т. 1. «Жители Юга» — СПб., 1881.
- Жизнь европейских народов. Т. 2. «Жители Севера» — СПб., 1899.
- Жизнь европейских народов. Т. 3. «Жители Средней Европы» — СПб., 1883.
- На заре жизни и другие воспоминания. Т. 1—2. — М.—Л., 1934.
- История одного детства. — М.—Л., 1939.
- На заре жизни. Т. 1—2. — М., 1964. Архивная копия от 13 мая 2013 на Wayback Machine
- Умственное развитие детей. — СПб., 1871.